# コルグ・DS-8
コルグ・DS-8とは、コルグが1986年に発売したFM音源方式のデジタルシンセサイザーである。

## 概要
コルグが経営難に陥り、ヤマハからの資本が30%入った時期に開発されたFM音源方式のシンセサイザーである。
コルグ自身はこの製品についてFM音源方式であるとは公表していないが、開発費用削減のためヤマハのFM音源チップおよびヤマハから供給されたベロシティータッチのキーボードが使用されている。
コルグ・DWシリーズからさらにデジタル化が進められ、全ての工程においてデジタルで処理が行われるようになった。ヤマハ・DXシリーズには無いエフェクターも搭載されている。
FM音源部は4オペレータ・2アルゴリズムと簡素な物であるが、この機種よりレイヤーやスプリットといった
複数の音色を同時に組み合わせられる機能も導入され、厚みのある音色が自由に作れるようになった。
さらにはじめてデジタルエフェクターが内蔵され、ディレイ、コーラス、フランジャー、ダブリング等が使用可能となっており、こうした音作りへのこだわりが次期ヒット商品となるM1の原点ともなる。
一般的に音作りが難しいとされるFM音源においてアナログシンセの感覚で簡単に音作りができるように工夫されており、DX7で難しかった音作りがとても容易になっている。
売り上げは芳しくなく、販売台数も限定的であったが、コルグでは最初で最後のFM音源シンセであり、次のサンプリングシンセDSS-1の発売時期までつなぐことができた。